# Halbschwingung

Oben: sinusförmige Wechselspannung, darunter pulsierende Gleichspannung nach Halb- und Vollweggleichrichtung

Als Halbschwingung, umgangssprachlich auch Halbwelle, bezeichnet man denjenigen Anteil einer sinusförmigen Schwingung, der keinen Vorzeichenwechsel enthält. Eine Halbschwingung wird demnach durch die periodisch auftretenden Nulldurchgänge begrenzt. Man kann in positive und negative Halbschwingungen unterscheiden. Die Dauer ist gleich der halben Periodendauer. Der Begriff wird hauptsächlich in der Elektrotechnik bei Wechselgrößen im Zusammenhang mit Gleichrichtern verwendet, da polungssensitive (d. h. nichtlineare) Bauelemente wie Dioden auf die beiden Halbschwingungen unterschiedlich reagieren.
Der Begriff Welle impliziert eigentlich zusätzlich zur Zeitabhängigkeit auch eine Ortsabhängigkeit; obwohl diese hier nicht gegeben ist, wird im Jargon dennoch von Halbwelle gesprochen.

## Beleg
Joachim Specovius, Grundkurs Leistungselektronik: Bauelemente, Schaltungen und Systeme, Vieweg+Teubner, Wiesbaden 2009